# Каролина Фрир
Каролина Марија Фрир (Келн, 16. јануар 1983) немачка је позоришна и филмска глумица.

## Биографија
Каролина Фрир је 2008. завршила трогодишње студије позоришта у глумачкој школи "Подрум" (нем. der Keller) у Келну. У тамошњем позоришту Подруму дебитовала је, поред тадашњег директора Подрума Мајнхарда Цангера, у представи Жан-Пола Сартра Иза затворених врата, чији је сценарио написао некадашњи уметнички директор Рурског фестивала Волфганг Лихтенштајн.
Године 2008. заједно је са Јулијом Кошиц и Кети Каренбауер снимила филм Служавка на тајном задатку (нем. Putzfrau Undercover). Каролина је играла у њему као члан једне групе чистачица, која скупља информације за отпуштену адвокатицу са њеног бившег радног места. Затим је са Мајклом Кеслером стала пред камере у Kesslers Knigge. У серији Наш Чарли (нем. Unser Charly) је 2009. добила епизодну улогу. Од 2010. до 2011. године играла је у телевизијској сапуници Руку на срце (нем. Hand aufs Herz). Од 2012. године глумила је у сапуници Све што је битно (нем. Alles was zählt) као Беа. Децембра 2015. године Каролина Фрир је објавила излазак из ове серије.
У осмоделној РТЛ-овој комедији Nicht tot zu kriegen Фрир игра поред Јохена Бусеа и Петре Надолњи главну улогу.
Њена сестра Анете Фрир је такође глумица. Заједно са њом играла је као секретарица Биги у серији Дени Ловински (нем. Danni Lowinski). Том приликом упознала је Дирка Борхарда за кога се у мају 2015. удала.

## Глумачка остварења
- 2007: Деца, Деца (нем. Kinder, Kinder) (телевизијска серија)
- 2007: Pastewka (телевизијска серија, епизода 3x07)
- 2008: Астма (нем. Asthma) (кратки филм)
- 2008: Чистачица на тајном задатку
- 2009: Kesslers Knigge (телевизијска серија)
- 2010: Наш Чарли (телевизијска серија, епизода 15x03)
- 2010-2011: Руку на срце (сапуница)
- 2012-2016: Све што је битно (сапуница)
- 2012: На срце и бубреге (серија епизода 1x04)
- 2013-2014: Danni Lowinski (телевизијска серија)
- 2014: Wilsberg: Mundtot (телевизијска серија, Епизода 42)
- 2015: Wilsberg: Нема повратка
- 2015: Розамунде Пилхер: Потпуно срећан (нем. Rosamunde Pilcher: Rundum glücklich)
- 2016: Nicht tot zu kriegen (телевизијска серија, 8 епизода)
- 2017: Knallerkerle
- 2017. In aller Freundschaft – епизода 766

## Позоришне представе
- 2006: Иза затворених врата (позориште Подрум)
- 2007: Петар Пан (позориште у Оберхаузену)
- 2007: Ухвати убицу (нем. Fang den Mörder)  (Глорија-театар у Келну)
- 2008: Три сестре (нем. Drei Schwestern) (позориште Подрум)
- 2008: У филму морало би бити (Позориште Подрум)
- 2009-2010: Ухвати убицу (Глорија-театар у Келну)
- 2010: Сви (нем. Jedermann) (Позориште Birkenried у Зигбургу)

## Награде
Фрирова је 2006. године добила награду у категорији најбоље младе глумице у НРВ-овом часопису Theater pur. У 2010. години је номинована као најбоља млада глумица за позоришну награду "Пак" („Puck“). Године 2012. је као Најбољи новајлија (нем. Beste Newcomerin) освојила је награду German Soap Award .